# Der grosse Kater
Der grosse Kater ist eine schweizerisch-deutsche Filmproduktion aus dem Jahr 2010. Premiere war im Januar 2010 in Bern.

## Handlung
Der Schweizer Bundespräsident, im Schweizerischen Studentenverein „Kater“ genannt (da er während seiner Kindheit eine geliebte Katze hatte, die sieben Leben zu haben schien), empfängt das spanische Königspaar zur offiziellen Staatsvisite. Der mediale Großanlass soll ihn bei der Bevölkerung wieder beliebt machen, nachdem seine Umfragewerte in den Keller gegangen sind. Doch eine Intrige legt den Staatsempfang lahm. Dahinter steckt Dr. Stotzer, Katers langjähriger Freund und politischer Weggefährte. Vor Jahren wurde ihre Freundschaft getrübt, als Kater Marie heiratete, die bereits mit Dr. Stotzer verlobt war. Nun sieht dieser eine Gelegenheit, seine eigenen Pläne auf das Amt des Bundespräsidenten zu verwirklichen.
Stotzer hofft auf einen politischen Eklat, bei dem sowohl Katers Karriere als auch dessen Ehe auf dem Spiel steht. Dabei nutzt er den Umstand aus, dass der kleine Sohn des Präsidentenpaares todkrank in einer Klinik liegt und der Vater trotzdem seinen Staatsgeschäften nachgeht. Auf dem abendlichen Staatsbankett erscheint die vom Verhalten ihres Mannes enttäuschte Marie zunächst verspätet, später bekommt sie einen Wutanfall, wirft Kater menschliche Grausamkeit vor und verlässt das Bankett. Stotzer sieht seine Pläne aufgehen, zumal er dafür gesorgt hat, dass am nächsten Tag die Königin die Klinik besucht, was weitere Spannungen verspricht – mit seiner Schwester Greti als Ersatzbegleiterin für Marie, was ihm weitere Publicity bringen soll.
Kater hat aber wie seine Katze in der Kindheit mehrere Leben und erzählt dem spanischen Königspaar von der Krankheit seines Sohnes, was diese auf seine Seite zieht. Kater erscheint zusammen mit der Königin am Krankenhaus, Stotzer ist düpiert. Die Presse findet heraus, dass Katers Sohn im Krankenhaus liegt und sie stürzen sich ins Krankenzimmer auf den Jungen und Marie, woraufhin Kater sie rauswirft. Eine Welle erneuter Sympathie, die seine politische Karriere retten könnte, ist für Kater greifbar, allerdings scheint sich Marie endgültig von ihm abzuwenden, da er ihren Sohn für seine Karriere zu missbrauchen scheint. Kater erklärt daraufhin den Rücktritt von allen seinen Ämtern und kann so seine Ehe retten.

## Hintergrund
Der Film basiert auf dem gleichnamigen Bestseller von Thomas Hürlimann. Sein 1998 erschienener Roman hat einen autobiographischen Hintergrund: Hürlimanns Vater Hans Hürlimann war selbst Bundesrat und empfing in seinem Präsidialjahr 1979 das spanische Königspaar Juan Carlos I. und Sophia zu einem Staatsbesuch.

## Auszeichnungen
- 2009: Bayerischer Filmpreis – Produzentenpreis für Dietmar Güntsche und Wolfgang Behr (Neue Bioskop Film)